# Resultados do Carnaval de São Paulo em 2011
Nesta página estão apontados os resultados do Carnaval de São Paulo no ano de 2011. Os desfiles foram realizados nos dias 4, 5, 6 e 11 de março de 2011.
Foi o último ano em que os desfiles do Anhembi foram geridos por duas ligas - a Liga Independente das Escolas de Samba de São Paulo e a Super Liga das Escolas de Samba de São Paulo. Durante o desfile das campeãs, em 11 de março, foi anunciada a dissolução da Superliga e o retorno de suas escolas participantes à LigaSP.

## Escolas de samba

### Grupo Especial
Após 2 anos batendo na trave, o Vai-Vai conquistou seu décimo quarto título, homenageando o maestro e ex-pianista João Carlos Martins. O enredo "A Música Venceu!" foi assinado pelo carnavalesco Alexandre Louzada, que conquistou o título assinando seu primeiro desfile no carnaval paulistano. Também foi o primeiro artista a vencer os carnavais de São Paulo e do Rio de Janeiro no mesmo ano, já que simultaneamente fizera parte da comissão de carnaval da Beija-Flor que conquistou o título no Rio, curiosamente homenageando outra personalidade musical - o cantor Roberto Carlos. A Acadêmicos do Tucuruvi foi vice-campeã pela primeira vez em sua história por apenas 0,25 de diferença para o Vai-Vai com um desfile sobre os retirantes nordestinos. Durante a preparação para o desfile, a escola foi vítima de ameaças e ataques xenofóbicos pela internet. Pelo critério de desempate, a Unidos de Vila Maria ficou com a terceira colocação fazendo um desfile sobre o Teatro Amazonas. Mancha Verde se classificou em quarto falando sobre os gênios, enquanto o Gaviões da Fiel ficou com a quinta e última vaga do Especial para o Desfile das Campeãs com um enredo sobre a cidade de Dubai.
Campeã do ano anterior, o Rosas de Ouro terminou em oitavo lugar, seu pior resultado até então. De volta ao Grupo Especial, Nenê de Vila Matilde e Unidos do Peruche foram rebaixadas para o Grupo de Acesso ao se classificarem, respectivamente, nas duas últimas colocações. Na apuração, o Peruche foi penalizado com a perda de cinco pontos por ter estourado o tempo máximo de desfile e ter se apresentado com um carro alegórico a menos do que o mínimo exigido.
Ordem de Desfile
| Sexta-feira (04/03/2011)                                                                                                | Sábado (05/03/2011) |
| 1. Unidos do Peruche 2. Tom Maior 3. Acadêmicos do Tucuruvi 4. Rosas de Ouro 5. Mancha Verde 6. Vai-Vai 7. Pérola Negra | 1. Nenê de Vila Matilde 2. Águia de Ouro 3. Mocidade Alegre 4. Unidos de Vila Maria 5. X-9 Paulistana 6. Gaviões da Fiel 7. Império de Casa Verde |

Mapa de Notas
Abaixo o mapa de notas da apuração do Grupo Especial:
| Agremiações (por ordem de desfile) | Samba-Enredo | Samba-Enredo | Samba-Enredo | Samba-Enredo | Samba-Enredo | Enredo | Enredo | Enredo | Enredo | Enredo | Comissão de Frente | Comissão de Frente | Comissão de Frente | Comissão de Frente | Comissão de Frente | Bateria | Bateria | Bateria | Bateria | Bateria | Harmonia | Harmonia | Harmonia | Harmonia | Harmonia | Fantasia | Fantasia | Fantasia | Fantasia | Fantasia | Mestre-Sala e Porta Bandeira | Mestre-Sala e Porta Bandeira | Mestre-Sala e Porta Bandeira | Mestre-Sala e Porta Bandeira | Mestre-Sala e Porta Bandeira | Evolução | Evolução | Evolução | Evolução | Evolução | Alegoria | Alegoria | Alegoria | Alegoria | Alegoria | P.   | TOTAL  |
| Sexta-Feira                        | J1           | J2           | J3           | J4           | J5           | J1     | J2     | J3     | J4     | J5     | J1                 | J2                 | J3                 | J4                 | J5                 | J1      | J2      | J3      | J4      | J5      | J1       | J2       | J3       | J4       | J5       | J1       | J2       | J3       | J4       | J5       | J1                           | J2                           | J3                           | J4                           | J5                           | J1       | J2       | J3       | J4       | J5       | J1       | J2       | J3       | J4       | J5       |      |        |
| ---------------------------------- | ------------ | ------------ | ------------ | ------------ | ------------ | ------ | ------ | ------ | ------ | ------ | ------------------ | ------------------ | ------------------ | ------------------ | ------------------ | ------- | ------- | ------- | ------- | ------- | -------- | -------- | -------- | -------- | -------- | -------- | -------- | -------- | -------- | -------- | ---------------------------- | ---------------------------- | ---------------------------- | ---------------------------- | ---------------------------- | -------- | -------- | -------- | -------- | -------- | -------- | -------- | -------- | -------- | -------- | ---- | ------ |
| Peruche                            | 9,75         | 9,5          | 10           | 10           | 9,5          | 8,75   | 8      | 8,5    | 8,75   | 8,75   | 9,5                | 9,75               | 9,75               | 9,25               | 9,5                | 9       | 9,25    | 9,75    | 9,75    | 9,5     | 8        | 9,25     | 9,5      | 9,5      | 9,5      | 9,25     | 9,75     | 9,75     | 9        | 9,5      | 10                           | 10                           | 9,75                         | 9,5                          | 9,5                          | 8,75     | 8,5      | 9,5      | 9        | 8,5      | 9,5      | 9        | 8,75     | 9,5      | 9        | 5,00 | 247.25 |
| Tom Maior                          | 10           | 10           | 10           | 9,75         | 9,75         | 9,25   | 9,5    | 9,75   | 10     | 10     | 10                 | 9,75               | 10                 | 10                 | 10                 | 9,75    | 9,75    | 10      | 10      | 9,75    | 9,75     | 10       | 10       | 10       | 10       | 10       | 10       | 10       | 10       | 10       | 10                           | 10                           | 10                           | 9,75                         | 9,75                         | 9,75     | 10       | 10       | 9,75     | 9,5      | 9,75     | 10       | 10       | 10       | 10       |      | 267,75 |
| Tucuruvi                           | 10           | 10           | 10           | 10           | 10           | 10     | 10     | 9,75   | 10     | 9,75   | 10                 | 10                 | 10                 | 10                 | 10                 | 10      | 10      | 10      | 10      | 10      | 10       | 9,75     | 9,75     | 10       | 10       | 10       | 10       | 10       | 9,75     | 10       | 10                           | 10                           | 10                           | 9,75                         | 9,75                         | 10       | 10       | 10       | 10       | 10       | 10       | 10       | 9,5      | 10       | 10       |      | 269,25 |
| Rosas                              | 10           | 10           | 10           | 10           | 10           | 10     | 10     | 10     | 9,75   | 9,75   | 9,75               | 9,75               | 10                 | 9,75               | 9,75               | 9,75    | 10      | 9,75    | 9,75    | 10      | 10       | 10       | 9,5      | 10       | 9,75     | 10       | 10       | 10       | 9,5      | 10       | 10                           | 10                           | 10                           | 10                           | 10                           | 10       | 10       | 10       | 10       | 9,75     | 10       | 10       | 10       | 10       | 10       |      | 268    |
| Mancha                             | 10           | 10           | 9,75         | 9,75         | 10           | 10     | 9,75   | 10     | 10     | 10     | 10                 | 10                 | 10                 | 10                 | 10                 | 10      | 9,75    | 9,75    | 9,75    | 10      | 10       | 10       | 9,25     | 10       | 10       | 9,75     | 10       | 10       | 10       | 10       | 10                           | 10                           | 10                           | 10                           | 10                           | 10       | 10       | 10       | 10       | 10       | 9,75     | 10       | 9,75     | 10       | 9,5      |      | 268,75 |
| Vai-Vai                            | 10           | 10           | 10           | 10           | 10           | 9,75   | 10     | 10     | 10     | 10     | 10                 | 10                 | 10                 | 10                 | 10                 | 10      | 10      | 10      | 10      | 10      | 10       | 9,75     | 10       | 10       | 10       | 10       | 10       | 10       | 10       | 10       | 10                           | 10                           | 10                           | 10                           | 9,75                         | 10       | 10       | 10       | 10       | 10       | 9,75     | 9,75     | 9,75     | 10       | 10       |      | 268,5  |
| Pérola                             | 10           | 9,75         | 9,75         | 9,75         | 10           | 9,75   | 10     | 9,5    | 9,75   | 9,75   | 10                 | 10                 | 10                 | 9,75               | 10                 | 9,5     | 9,75    | 10      | 10      | 9,75    | 9,75     | 9,75     | 9,75     | 10       | 9,75     | 10       | 10       | 9,75     | 9,75     | 10       | 10                           | 9,75                         | 10                           | 9,5                          | 9,5                          | 10       | 9,75     | 10       | 9,75     | 10       | 10       | 9,75     | 10       | 10       | 9,75     |      | 266    |
| Sábado                             | J1           | J2           | J3           | J4           | J5           | J1     | J2     | J3     | J4     | J5     | J1                 | J2                 | J3                 | J4                 | J5                 | J1      | J2      | J3      | J4      | J5      | J1       | J2       | J3       | J4       | J5       | J1       | J2       | J3       | J4       | J5       | J1                           | J2                           | J3                           | J4                           | J5                           | J1       | J2       | J3       | J4       | J5       | J1       | J2       | J3       | J4       | J5       |      |        |
| Nenê                               | 10           | 10           | 10           | 10           | 10           | 10     | 10     | 10     | 10     | 10     | 10                 | 10                 | 10                 | 10                 | 10                 | 9,75    | 10      | 9,75    | 9,5     | 9,75    | 10       | 10       | 10       | 9,75     | 10       | 9,5      | 10       | 9        | 9,75     | 10       | 10                           | 10                           | 10                           | 9,75                         | 9,75                         | 10       | 9,75     | 9,75     | 9,75     | 9,75     | 9,25     | 9,75     | 9,25     | 9        | 9        |      | 262,5  |
| Águia                              | 9,75         | 9,75         | 10           | 9,75         | 10           | 10     | 10     | 10     | 10     | 9,5    | 10                 | 10                 | 10                 | 10                 | 10                 | 9,75    | 9,5     | 10      | 10      | 9,5     | 10       | 10       | 9,5      | 9,75     | 10       | 9,75     | 10       | 10       | 10       | 10       | 10                           | 10                           | 9,75                         | 10                           | 10                           | 9,75     | 10       | 10       | 9,75     | 10       | 10       | 10       | 10       | 10       | 9        |      | 268,25 |
| Mocidade                           | 10           | 10           | 10           | 10           | 9,75         | 9,5    | 9,5    | 9,25   | 9,5    | 9,75   | 10                 | 10                 | 10                 | 9,75               | 9,75               | 10      | 10      | 10      | 10      | 10      | 10       | 10       | 10       | 10       | 10       | 10       | 10       | 10       | 10       | 10       | 9,75                         | 10                           | 10                           | 10                           | 10                           | 10       | 10       | 10       | 10       | 10       | 10       | 10       | 10       | 10       | 10       |      | 268,25 |
| Vila Maria                         | 10           | 10           | 10           | 10           | 10           | 10     | 10     | 10     | 10     | 9,75   | 10                 | 10                 | 10                 | 10                 | 10                 | 10      | 10      | 10      | 9,75    | 10      | 10       | 10       | 10       | 10       | 10       | 9,75     | 10       | 9,75     | 10       | 10       | 10                           | 10                           | 10                           | 10                           | 10                           | 10       | 10       | 10       | 10       | 10       | 9,75     | 10       | 10       | 9,75     | 10       |      | 268,25 |
| X-9                                | 10           | 9,75         | 10           | 10           | 10           | 10     | 10     | 9,75   | 10     | 10     | 10                 | 10                 | 10                 | 9,5                | 9,75               | 9,75    | 9,5     | 10      | 9,75    | 10      | 9,75     | 9,75     | 9,75     | 10       | 10       | 10       | 10       | 10       | 9,75     | 9,75     | 9,75                         | 10                           | 10                           | 9,75                         | 9,75                         | 10       | 10       | 10       | 10       | 10       | 10       | 10       | 9,75     | 9,75     | 9,75     |      | 267,5  |
| Gaviões                            | 10           | 10           | 10           | 10           | 9,75         | 10     | 10     | 10     | 10     | 10     | 10                 | 10                 | 10                 | 10                 | 10                 | 10      | 9,75    | 9,75    | 9,75    | 10      | 10       | 9,75     | 9,75     | 10       | 10       | 10       | 10       | 10       | 10       | 10       | 10                           | 9,75                         | 10                           | 10                           | 10                           | 10       | 9,75     | 10       | 10       | 9,5      | 10       | 9,75     | 9,75     | 10       | 9,5      |      | 268,5  |
| Império                            | 10           | 9,75         | 9,75         | 9,75         | 9,75         | 9,75   | 9,75   | 10     | 9,75   | 9,75   | 9,75               | 10                 | 10                 | 9,75               | 10                 | 10      | 10      | 10      | 10      | 9,75    | 10       | 9,75     | 10       | 10       | 10       | 9,25     | 10       | 9,75     | 9,5      | 9,5      | 9,75                         | 10                           | 9,75                         | 9,5                          | 9,5                          | 10       | 10       | 9,75     | 9,75     | 9,5      | 10       | 10       | 10       | 10       | 9,5      |      | 265,75 |
|                                    |              |              |              |              |              |        |        |        |        |        |                    |                    |                    |                    |                    |         |         |         |         |         |          |          |          |          |          |          |          |          |          |          |                              |                              |                              |                              |                              |          |          |          |          |          |          |          |          |          |          |      |        |

Classificação
| Legenda: Campeã Rebaixada |

| Col. | Escola                 | Enredo | Pontos |
| ---- | ---------------------- | --- | ------ |
| 1    | Vai-Vai                | A Música Venceu! | 269,50 |
| 2    | Acadêmicos do Tucuruvi | Oxente, o que seria dessa gente, sem essa gente? São Paulo, capital do Nordeste                                                   | 269,25 |
| 3    | Unidos de Vila Maria   | Teatro Amazonas: Manaus em cena                                                                                                   | 269,25 |
| 4    | Mancha Verde           | Uma ideia de gênio! | 268,75 |
| 5    | Gaviões da Fiel        | Do mar das pérolas e das areias, do deserto à cidade do futuro-Dubai, o sonho do rei Maktoum                                      | 268,50 |
| 6    | Águia de Ouro          | Com todo gás, Águia de Ouro é fogo!                                                                                               | 268,25 |
| 7    | Mocidade Alegre        | Carrossel das Ilusões | 268,25 |
| 8    | Rosas de Ouro          | Abra-te sésamo: A Senha da sorte                                                                                                  | 268,00 |
| 9    | Tom Maior              | Salve Salve São Bernardo, pedaço do meu Brasil, terra mãe dos paulistas                                                           | 267,75 |
| 10   | X-9 Paulistana         | Da eterna criança ao embaixador da alegria, Renato Aragão, Didi trapalhão!                                                        | 267,50 |
| 11   | Pérola Negra           | Abraão, o patriarca da fé | 266,00 |
| 12   | Império de Casa Verde  | Samba sabor cerveja. Admirada a milênios, a mais nova sensação nacional                                                           | 265,75 |
| 13   | Nenê de Vila Matilde   | Salis Sapientiae - Uma história do mundo                                                                                          | 262,50 |
| 14   | Unidos do Peruche      | Abram as cortinas, o espetáculo vai começar! 100 anos do Teatro Municipal de São Paulo, Peruche vai apresentar. Bravo, Bravíssimo | 247,25 |

### Grupo de Acesso
Aos 11 anos de existência, a Dragões da Real venceu o Grupo de Acesso e foi promovida para o Grupo Especial pela primeira vez com um enredo sobre os contos, tornando-se a terceira escola oriunda de uma torcida organizada a desfilar na elite. Vice-campeã, o Camisa Verde e Branco também foi promovida ao Grupo Especial, de onde estava afastado desde 2008, falando sobre a Avenida Paulista. A escola conquistou o acesso superando o Morro da Casa Verde nos critérios de desempate. Últimas colocadas, Uirapuru da Mooca e Torcida Jovem foram rebaixadas para o Grupo 1 da UESP.
Classificação
| Legenda: Promovida Rebaixada |

| Col. | Escola                | Enredo | Pontos |
| ---- | --------------------- | --- | ------ |
| 1    | Dragões da Real       | A Felicidade se conta em contos!                                                                               | 269,25 |
| 2    | Camisa Verde e Branco | Paulista viva, vista a Camisa. A mais Paulista das avenidas                                                    | 267,75 |
| 3    | Morro da Casa Verde   | Sorria, você está na Bahia! A festa vai começar, os tambores anunciam                                          | 267,75 |
| 4    | Imperador do Ipiranga | Na arte e na fantasia, no esplendor de um "Bal Masqué", só quem é Arlequim, Pierrô e Colombina saberá entender | 266,75 |
| 5    | Leandro de Itaquera   | Da fonte essencial da vida ao testamento líquido da ilusão, um brinde ao meu samba e beba com moderação        | 265,00 |
| 6    | Acadêmicos do Tatuapé | O domingo é especial                                                                                           | 263,00 |
| 7    | Uirapuru da Mooca     | Botequim de alegria, o Uirapuru de convida a brindar! Bar da ilusão, o doce gosto da vida!                     | 261,50 |
| 8    | Torcida Jovem         | Quem foi rei, nunca perde a majestade!                                                                         | 258,50 |

### Grupo 1 -UESP
Classificação
| Legenda: Promovida Rebaixada |

| Col. | Escola                   | Enredo | Pontos |
| ---- | ------------------------ | --- | ------ |
| 1    | Estrela do 3º Milênio    | Deus perdoa, a natureza castiga! Protocolo de Kyoto, um alerta pela vida                                                     | 267    |
| 2    | Unidos de São Lucas      | Embu das artes que magistral! São Lucas 30 anos trás essa galeria para o carnaval                                            | 267    |
| 3    | Dom Bosco                | Divinas senhoras, donas da humanidade. Mães...seres de luz que nos guiam rumo à felicidade                                   | 266,5  |
| 4    | Barroca Zona Sul         | O menino de 74 | 266,25 |
| 5    | Flor de Liz              | A voz da cidade... 100 anos de Adoniran                                                                                      | 265    |
| 6    | Prova de Fogo            | Da segregação à inclusão social, Prova de Fogo é refavela neste carnaval                                                     | 264    |
| 7    | Imperial                 | Sou de momo, sou da folia. Eu sou o carnaval!!!                                                                              | 263    |
| 8    | Mocidade Unida da Mooca  | Mamma mia, il Mooca è la nostra terra                                                                                        | 259    |
| 9    | Primeira da Aclimação    | De Nilópolis à Aclimação - A cinderela negra que o samba encantou                                                            | 259    |
| 10   | Unidos do Vale Encantado | Grande Otelo | 258,50 |
| 11   | Combinados de Sapopemba  | Uma carta de felicidade | 258,25 |
| 12   | Camisa 12                | Sou a Base de Alimento Milenar. Sou a Massa que Alimenta a Massa e a Bebida que Festeja a Alegria, Muito Prazer Sou o Trigo! | 257,25 |

### Grupo 2 -UESP
Classificação
| Legenda: Promovida Rebaixada |

| Col. | Escola                  | Enredo                                                                            | Pontos |
| ---- | ----------------------- | --------------------------------------------------------------------------------- | ------ |
| 1    | Unidos de Santa Bárbara | Mulheres que vão à luta. Deusas do samba, divas do meu carnaval!                  | 178,75 |
| 2    | Flor da Vila Dalila     | É mais que um caso de amor e paixão. Flor de Vila Dalila, a escola do meu coração | 178,5  |
| 3    | TUP                     | Alegria, alegria... Brasil. Somos o povo mais vibrante e alegre do mundo          | 177,5  |
| 4    | Tradição Albertinense   | Pra deixar saudades                                                               | 177,25 |
| 5    | Unidos de São Miguel    | Quem canta todos os males espanta                                                 | 175,75 |
| 6    | Valença de Perus        | E o samba supera o valor dos metais                                               | 175,75 |
| 7    | União da Vila Albertina | Juazeiro do Norte - um centenário de festejos e muita fé                          | 173,75 |
| 8    | Só Vou Se Você For      | Só Vou brilha numa aquarela de sonhos e cores                                     | 173,25 |
| 9    | Príncipe Negro          | Festival folclórico de Parintins                                                  | 173,25 |
| 10   | Brinco da Marquesa      | A viagem fantástica ao mundo do circo. Da lona ao social                          | 170,75 |
| 11   | Portela da Zona Sul     | Comemoro o ano inteiro de Janeiro a Janeiro                                       | 168,25 |
| 12   | Estação Invernada       | Lutar sempre, vencer talvez e desistir jamais                                     | 161    |

### Grupo 3 -UESP
Classificação
| Legenda: Promovida Rebaixada |

| Col. | Escola                         | Enredo | Pontos |
| ---- | ------------------------------ | --- | ------ |
| 1    | Colorado do Brás               | Deu a louca no planeta                                                                                                   | 180    |
| 2    | Os Bambas                      | Planeta Terra, o futuro está em nossas mãos, vamos reconstruir a natureza e recriarmos a vida                            | 178,5  |
| 3    | Império Lapeano                | No sorriso inocente, a certeza de um amanhã melhor sonhando, sorrindo e brincando. Sou criança e o futuro eu posso mudar | 178,5  |
| 4    | Iracema meu Grande Amor        | Samba, folia. O combustível da alegria                                                                                   | 178,25 |
| 5    | Acadêmicos do Ipiranga         | Emoções | 178,25 |
| 6    | Passo de Ouro                  | Que bagunça de Paula ! A Passo de Ouro canta Hélio, baluarte do samba de São Paulo                                       | 177,25 |
| 7    | Malungos Independente          | O que que a Bahia tem?                                                                                                   | 175,75 |
| 8    | Unidos de Guaianases           | Vencer, domar, lutar, ressurgir... Unidos de Guaianases 2011 é superação no carnaval e no seu coração                    | 175,5  |
| 9    | Mocidade Robruense             | Estou presente no dia a dia. Sou o número sete nessa folia!                                                              | 175,25 |
| 10   | União Independente da Zona Sul | Uma viagem encantada ao mundo dos jogos e diversões                                                                      | 174    |
| 11   | Lavapés                        | Imortal é quem te conquistou!                                                                                            | 130,5  |
| 12   | Explosão da Zona Norte         | Nos encantos da noite, lazer, jogo e sedução - o bicho vai pegar                                                         | 122,5  |

### Grupo 4 -UESP
Classificação
| Legenda: Promovida Suspensa |

| Col. | Escola                     | Enredo                                                                                        | Pontos |
| ---- | -------------------------- | --------------------------------------------------------------------------------------------- | ------ |
| 1    | Amizade da Zona Leste      | Num manga deu dotô                                                                            | 91     |
| 2    | Folha Verde                | No coração da Zona Leste nasce uma obra social...com Padre Rosalvino vou contar meu carnaval! | 90,75  |
| 3    | Imperatriz da Pauliceia    | Majestosamente... um reinado imperatriz                                                       | 88,50  |
| 4    | Dragões de Vila Alpina     | Nas asas da imaginação. O fantástico vôo dos dragões num mundo místico na magia das cores     | 88,50  |
| 5    | Acadêmicos do Jaraguá      | Conto e encanto com a minha história. Cajamar, cidade de lutas e conquistas, a greve guerra   | 87,75  |
| 6    | Boêmios da Vila            | S.O.S. natureza                                                                               | 85,25  |
| 7    | Acadêmicos de São Jorge    | São Jorge Guerreiro, rogai por nós                                                            | 72     |
| 8    | Sai da Frente              | Essas mulheres brasileiras...fortes, guerreiras, talentosas e faceiras                        | 38,25  |
| 9    | Em Cima da Hora Paulistana | Nas asas da Coruja do samba, A.A.C.D. - 60 anos de assistência a criança especial             | 31     |
| 10   | Ermelinense                | O mundo cinematográfico                                                                       | 25,75  |
| 11   | Flor da Zona Sul           | São Paulo a todo vapor. Ruído que não para, tira o sono do trabalhador                        | -69,00 |

## Blocos

### Blocos Especiais
Classificação
| Legenda: Promovida |

| Col. | Escola                              | Enredo | Pontos |
| ---- | ----------------------------------- | --- | ------ |
| 1    | Não Empurra Que É Pior              | Brincadeira de criança                                                                                     | 120,70 |
| 2    | Vovó Bolão                          | Jogo feito                                                                                                 | 120,70 |
| 3    | Chorões da Tia Gê                   | Nem só de futebol vive a Espanha                                                                           | 120,60 |
| 4    | Mocidade Independente da Zona Leste | Presente                                                                                                   | 120,60 |
| 5    | Unidos do Guaraú                    | Mamonas Assassinas rumo ao carnaval 2011                                                                   | 119,90 |
| 6    | Unidos do Pé Grande                 | Tropicália                                                                                                 | 119,50 |
| 7    | Mocidade Amazonense                 | TV - A fantástica máquina das emoções – 60 anos encantando corações!                                       | 119,50 |
| 8    | Caprichosos da Zona Sul             | Os Orixás do Brasil                                                                                        | 77,60  |
| 9    | União da Trindade                   | Sonhei e acordei criança                                                                                   | 73,40  |
| 10   | Pavilhão 9                          | De Louco Todos Tem um Pouco e Cada Qual Com Sua Mania                                                      | 77,40  |
| 11   | Caprichosos do Piqueri              | Jubileu de prata - vinte e cinco primaveras                                                                | 22,50  |
| 12   | Garotos da Vila Santa Maria         | Brinquedos, brincadeiras e fantasias. Garotos da Vila Santa Maria apresenta o mundo encantado das crianças | 17,90  |
| 13   | Unidos de Vila Carmosina            | Comemorando 30 anos de folia, vou brincar de criança nesse carnaval                                        | -7,20  |
| 14   | Me Engana Que Eu Gosto              | Seios | -6,70  |